# Charles Tighe
Bernard Charles Tighe (* 21. Januar 1927 in Fargo, North Dakota; † 13. Dezember 2004 in Bismarck, North Dakota) war ein US-amerikanischer Politiker. Zwischen 1965 und 1969 war er Vizegouverneur des Bundesstaates North Dakota.

## Werdegang
Charles Tighe besuchte bis 1944 die Fargo High School und studierte danach an der University of Notre Dame in Indiana. Anschließend diente er in der United States Navy. Nach einem Jurastudium an der University of North Dakota und seiner 1951 erfolgten Zulassung als Rechtsanwalt begann er in diesem Beruf zu arbeiten. Zwischenzeitlich war er auch stellvertretender Staatsanwalt. Er wurde Mitglied mehrerer Anwaltsvereinigungen auf Bundes- und Staatsebene.
Politisch schloss sich Tighe der Demokratischen Partei an, die sich in North Dakota Democratic-Nonpartisan League Party nennt. 1964 wurde er an der Seite von William L. Guy zum Vizegouverneur von North Dakota gewählt. Dieses Amt bekleidete er zwischen 1965 und 1969. Dabei war er Stellvertreter des Gouverneurs und Vorsitzender des Staatssenats. Er war der erste Vizegouverneur North Dakotas, der nach einer Verfassungsreform eine vierjährige Amtszeit absolvieren konnte. Nach seiner Zeit als Vizegouverneur praktizierte er wieder als Anwalt. Mitte der 1980er Jahre musste er diesen Beruf aus gesundheitlichen Gründen aufgeben. Er starb am 13. Dezember 2004 in Bismarck.